# Patrick Nordström
Patrick Nordström, född 19 mars 1870 i Höganäs, död 1929 i Husum, Köpenhamn, var en svensk keramiker verksam i Danmark.
Patrick Nordström var son till snickaren Per Nordström. Han utbildades hos fadern till träsnidare och dekorationsbildhuggare och arbetade som sådan i Frankrike och Tyskland, bland annat för Världsutställningen i Paris 1900 där han inspirerades av franska pionjärer inom det moderna stengodset, som Jean-Joseph Carriès, Ernest Chaplet och August Delaherche. År 1900 slog han sig ned i Danmark för att verka som keramiker, först i Köpenhamn och från 1907 i Vanløse. Åren 1912–1923 var Nordström anställd vid Den Kongelige Porcelænsfabrik. Från 1923 arbetade han med en egen verkstad i Islemark i Husum. 
Han framställde rustika bruks- och prydnadsföremål influerade av östasiatisk och fransk keramik.